# Cladonia incrassata
Cladonia incrassata Flörke  (1826), è una specie di lichene appartenente al genere Cladonia,  dell'ordine Lecanorales.
Il nome proprio deriva dal latino tardo incrassatus, che significa irrobustito, ingrassato, ad indicare la forma robusta e rotondeggiante degli apoteci.

## Caratteristiche fisiche
Il sistema di riproduzione è principalmente asessuato, attraverso i soredi o strutture similari, quali ad esempio i blastidi. Il fotobionte è principalmente un'alga verde delle Trentepohlia, di preferenza una Trebouxia.

## Habitat
Questa specie si adatta soprattutto a climi di tipo da moderato fresco a montano di tipo boreale; ha una diffusione sparsa, non concentrata. Rinvenuta su suoli torbosi ricchi di humus e su legno in avanzata decomposizione. Predilige un pH del substrato molto acido. Il bisogno di umidità spazia da igrofitico ad abbastanza igrofitico.

## Località di ritrovamento
La specie è stata rinvenuta nelle seguenti località:
- Germania (Meclemburgo, Renania Settentrionale-Vestfalia, Brandeburgo, Amburgo, Essen, Renania-Palatinato, Baviera, Schleswig-Holstein, Baden-Württemberg, Niedersachsen, Sassonia);
- USA (Florida, Alabama, Vermont, Distretto di Columbia, Michigan, New York, New Jersey, Mississippi, Maryland, Maine, Connecticut, Ohio, Pennsylvania, Carolina del Sud, Virginia Occidentale, Wisconsin);
- Spagna (Castiglia);
- Austria, Danimarca, Estonia, Finlandia, Gran Bretagna, Irlanda, Lituania, Norvegia, Paesi Bassi, Polonia, Repubblica Ceca, Romania, Svezia, Taiwan.

In Italia questa specie di Cladonia è estremamente rara:
- Trentino-Alto Adige, non è stata rinvenuta
- Valle d'Aosta, non è stata rinvenuta
- Piemonte, estremamente rara su tutta la regione
- Lombardia, estremamente rara nelle zone alpine e prealpine; non rinvenuta altrove
- Veneto, non è stata rinvenuta
- Friuli, non è stata rinvenuta
- Emilia-Romagna, non è stata rinvenuta
- Liguria, non è stata rinvenuta
- Toscana, estremamente rara nelle zone interne e appenniniche; non rinvenuta in quelle litoranee
- Umbria, non è stata rinvenuta
- Marche, non è stata rinvenuta
- Lazio, non è stata rinvenuta
- Abruzzi, non è stata rinvenuta
- Molise, non è stata rinvenuta
- Campania, non è stata rinvenuta
- Puglia, non è stata rinvenuta
- Basilicata, non è stata rinvenuta
- Calabria, estremamente rara in tutta la regione
- Sicilia, non è stata rinvenuta
- Sardegna, non è stata rinvenuta.[2]

## Tassonomia
Questa specie è attribuita alla sezione Cocciferae; a tutto il 2008 sono state identificate le seguenti forme, sottospecie e varietà:
- Cladonia incrassata f. incrassata Flörke (1826).
- Cladonia incrassata f. squamulosa (Robbins) A. Evans (1932).
- Cladonia incrassata subsp. heteroclada (Asahina) Asahina (1970).
- Cladonia incrassata subsp. incrassata Flörke (1826).